# سلست تورسون
سلست تورسون (انگلیسی: Celeste Thorson؛ زادهٔ ۲۳ ژوئیهٔ ۱۹۸۴) یک هنرپیشه و مدل اهل ایالات متحده آمریکا است.